# Jag själv: Porträtt–Landskap
Jag själv: Porträtt–Landskap (franska: Moi-même: Portait–paysage) är en oljemålning av den franske konstnären Henri Rousseau. Den är ett självporträtt från 1890 och är utställd på Nationalgalleriets samlingar över modern konst i Utställningspalatset (Veletržní palác) i Prag. 
Rousseau var autodidakt och en av naivismen främsta företrädare. Han började måla sent i livet och hans konst blev till en början förlöjligad. Men omkring sekelskiftet uppmärksammades han av avantgardet och kulturprofiler som Alfred Jarry, André Breton, Guillaume Apollinaire, Pablo Picasso och Robert Delaunay. Han var född 1844 och var således omkring 46 år när detta självporträtt utfördes. Målningens titel är Rousseaus egen och refererar till genren landskapsporträtt som konstnären själv ansåg sig ha uppfunnit (jämför Musan inspirerar poeten). I bakgrunden syns Eifeltornet och en av broarna över Seine i Paris. På paletten står namnen på hans första och andra hustru, Clémence respektive Joséphine. 